# 김영규 (1946년)
김영규(金榮圭, 1946년 9월 3일 ~ )는 대한민국의 교육자 겸 정치인이다. 인하대학교 행정학과 명예 교수이다.

## 생애
경상북도 김천시에서 태어나서 1969년에 서울대학교 법과대학을 졸업했다. 1969년부터 1981년까지 한국은행에서 부장대리로 근무했고 1985년에는 미국 서던캘리포니아 대학교 대학원에서 공공경제학·정치경제학 박사 학위를 취득했다.
1985년부터 인하대학교에서 행정학과 교수로 근무했고 1987년에는 민주헌법쟁취국민운동 인천지역본부 공동대표를 역임했다. 1992년에는 민중대통령후보 백기완 선거운동본부 운영위원·비서실장·인천 지역 대표로 활동했다. 그 외에 한국은행 부장대리, 인하대학교 사회과학연구소장을 역임했다. 1997년에는 민주개혁을 위한 인천시민연대 공동대표를 역임했고 1998년에는 전국민주노동조합총연맹(민주노총) 인천본부 지도자문위원, 한국노동이론정책연구소 이사를 역임했다.
2000년에는 대우자동차 해외매각반대와 완전고용쟁취를 위한 공동투쟁본부장, 덕성여대 민주화와 사학비리 척결을 위한 공동투쟁위원회 상임공동대표를 역임했고 2001년에는 전국대학교수회 공동회장, 인하대학교 교수협의회 회장, 전국교수노동조합 해직교수위원장을 역임했다.

## 교수 해임 및 복직
인하대학교 교수협의회 회장 당시 총장 퇴진운동을 벌이다가 2001년 2월 해직되었으나 소송을 제기하여 2003년 1월 대법원에서 복직 판결을 받고, 행정학과 교수로 복직했다.

## 선거 출마
2001년에 사회당에 입당하여 중앙지도위원을 역임했다. 2002년에 실시된 제3회 전국동시지방선거에서 사회당 인천광역시장 후보로 출마했으며 "행동하는 지성, 인천의 자존심"이라는 슬로건을 내걸었다. 2002년 10월 27일에 열린 사회당 전당대회에서 대한민국 제16대 대통령 선거 후보, 당 대표로 추대되었고 "사회주의 대통령", "돈 세상을 뒤엎어라!"라는 슬로건을 내걸었다.

## 역대 선거 결과
| 선거명                 | 직책명       | 대수            | 정당   | 득표율 | 득표수   | 결과 | 당락 |
| ---------------------- | ------------ | --------------- | ------ | ------ | -------- | ---- | ---- |
| 제3회 전국동시지방선거 | 인천광역시장 | 11대 (민선 3기) | 사회당 | 2.48%  | 17,404표 | 5위  | 낙선 |
| 제16대 대통령 선거     | 대통령       | 16대            | 사회당 | 0.08%  | 22,063표 | 6위  | 낙선 |

## 저서
- 《IMF 공황, 개혁과 개방》 (1998년, 인하대학교 출판부)
- 《시장의 실패, 자본의 실패》 (2000년, 인하대학교 출판부)
- 《체 게바라가 살아 한국에 온다면》 (2001년, 이화문화출판사)
- 《자본주의 경제학》 (2004년, 학영사)
- 《이명박 정부 비판》 (2008년, 박종철출판사)